# HSM Motors
HSM Motors Ltd. war ein britischer Hersteller von Automobilen.

## Unternehmensgeschichte
Das Unternehmen aus dem Londoner Stadtteil New Cross begann 1913 mit der Produktion von Automobilen. Der Markenname lautete HSM. 1918 endete die Produktion.

## Fahrzeuge
Im Angebot stand ein ungewöhnliches Modell, das von einer Quelle als Cyclecar bezeichnet wird. Im Prinzip handelte es sich um ein Motorrad mit einem zweisitzigen Seitenwagen, der vom Seitenwagen aus gelenkt wurde. Ein Einbaumotor von J.A.P. mit 8 PS Leistung war über eine Kette mit einem Dreiganggetriebe von Chater-Lea verbunden. Von dort wurde die Motorleistung mittels einer weiteren Kette auf das einzelne Hinterrad übertragen.
1918 entwickelte der Konstrukteur F. Hellens eine neuere Version. Hier verfügte das gesamte Fahrzeug über ein gemeinsames Fahrgestell. Es gab Pläne, dieses Modell nach Ende des Ersten Weltkriegs unter der Marke Hellenson zu vertreiben.